# 高雄市立岡山國民中學
高雄市立岡山國民中學（英語：Kaohsiung Municipal Gangshan Junior High School），簡稱岡山國中，位於台灣高雄市岡山區，前身為成立於1956年9月的高雄縣立岡山初中，1968年改設為高雄縣立岡山國民中學，2010年隨高雄縣市合併改為目前校名。

## 沿革
1956年，在地方人士籌組的「岡山初級中學促進委員會」推動之下，高雄縣政府派蘇土用籌備新校。當年秋季先招收了六班學生，於10月24日正式成立。初期借用岡山國小的教室上課，1957年3月校舍動工。1958年，成立阿蓮分部及湖內分部；阿蓮分部在1959年獨立為「高雄縣立阿蓮初級中學」，1960年湖內分部獨立為「高雄縣立湖內初級中學」。
1960年、1964年及1965年，岡山初中又成立梓官、燕巢、岡山三分部；梓官分部於1966年成為梓官初中、次年燕巢分部獨立為燕巢初中。1968年，岡山分部獨立為前峰國中，而岡山初中則改制為「高雄縣立岡山國民中學」。

## 歷任校長
蘇土用校長：自民國四十五年八月一日至民國五十四年十月一日。
林朝家校長：自民國五十四年十月一日至民國五十九年九月四日。
蘇土用校長：自民國五十九年九月四日至民國六十七年八月二十九日。
吳國棟校長：自民國六十七年八月二十九日至民國七十二年八月二十三日。
林吉卿校長：自民國七十二年八月二十三日至民國七十七年九月三日。
鄭凱元校長：自民國七十八年九月一日至民國八十四年七月三十一日。
余添義校長：自民國八十四年八月一日至民國八十八年七月三十一日。
張殷嘉校長：自民國八十八年八月一日至民國九十六年一月三十一日。
楊宏政校長：自民國九十六年八月一日至民國一O三年七月三十一日。
楊志能校長：自民國一O三年八月一日至民國一O九年七月三十一日。
黃怡雯校長：自民國一O九年八月一日～